# Wolfram Dette
Wolfram Dette (Weimar, 15 augustus 1951) is een Duitse politicus van de Freie Demokratische Partei (FDP). Tussen 1997 en 2015 was hij burgemeester (Oberbürgermeister) van Wetzlar.
- Gemeinsame Normdatei: 171529529
- Virtual International Authority File: 196253081